# إم إس ارفيا
إم إس ارفيا (بالإنجليزية: MS Arvia)‏ هي سفينة سياحية من فئة إكسلانس في الخدمة لشركة بي آند أو للرحلات البحرية التابعة لشركة كارنيفال كوربرايشن. بناها ماير ويرفت في بابنبورغ في ألمانيا، تم تسليمها في ديسمبر 2022، لتصبح حاملة الراية الجديد لإسطول بي آند أو للرحلات البحرية. تبلغ حمولة أرفيا الاجمالية حوالي 184,700 طنًا، هي الأكبر على الإطلاق التي يتم تشغيلها بواسطة الشركة في سوق الرحلات البحرية البريطانية. وهي ثاني سفينتين متطابقتين تم بناؤها حيث دخلت السفينة الأخرى الخدمة في عام 2021. ، تبلغ سعة التشغيل العادية لأرفيا 5200 راكب على الرغم من أن سعتها القصوى إذا تم استخدام المَرسَى الثالث والرابع تبلغ 6264 راكبًا.

## نبذة
تضم أرفيا على متنها أكثر من 30 حانة ومطعمًا. في تصميم مشابه لتصميم سفينتها الشقيقة، أيونا، مع بعض الاختلافات. تحتوي أرفيا على أربعة حمامات سباحة، بما في ذلك اثنان من حمامات السباحة اللانهائية. تحتوي السفينة أيضًا على 20 حوضًا للأمواج المائية بما في ذلك 10 أحواض تدليك مائية، وقبة سماوية بسقف زجاجي قابل للحركة وشاشة سينما خارجية. بالإضافة إلى ذلك هناك منطقة للأنشطة تتضمن ميدان للحبال وملعب جولف. ويحتوي المنتجع الصحي على العديد من المرافق، بما في ذلك منطقة العلاج بالماء مع غرفة بخار مالحة، وغرفة باردة، وساونا، وتجارب غرف الإستحمام.
تتكون السفينة من 19 طابقًا إجماليًا بطول 344.5 مترًا وعرض 42 مترًا بقوة قصوى 61.7 ميغاواط (82700 حصان).  ويوفر نظام الطاقة معًا للسفينة سرعة إبحار تبلغ 22 عقدة مدعوم بالغاز الطبيعي المسال (LNG).  وتستضيف ما يقارب 5200 راكبا و 1800 من أفراد الطاقم.  تم تصميم أرفيا بحيث لا ينبعث منها انبعاثات ثاني أكسيد الكبريت وجزيئات السخام.